# أندرس بوست ياكوبسن
أندرس بوست ياكوبسن (بالدنماركية: Anders Post Jacobsen)‏ (21 مايو 1985 - ) هو لاعب كرة قدم دانمركي في مركز الدفاع. لعب مع ستريمور ونادي فايله وHolstebro Boldklub ‏ وFC Hjørring ‏.